# Schooltijd
Schooltijd is de periode dat een kind, scholier of student gedurende een dag doorbrengt op een school vastgesteld door het Ministerie van Onderwijs.

## Basisschool Nederland
Een basisschool heeft een vaste dagindeling van maandag tot en met vrijdag. Hoewel scholen redelijk vrij zijn om de schooltijden zelf te bepalen, starten de lessen op de meeste scholen rond 08:30 uur. In de loop van de ochtend wordt er een pauze gehouden waarin de kinderen buiten spelen op het schoolplein. Tussen de middag gaan de kinderen of naar huis om te lunchen of blijven op school over en eten op school, vaak onder begeleiding van leerkrachten of ouders. 's Middags gaan de kinderen voor het tweede dagdeel tot ongeveer 15:15 uur naar school.
In Nederland zijn de leerlingen meestal vrij op woensdagmiddag. De leerkrachten gebruiken deze tijd voor onderwijsinhoudelijke zaken.
Scholen bepalen zelf de indeling verdeeld over het schooljaar en die kan dus per school verschillen bijvoorbeeld door een verschillende omgang van de ATV-dagen.

## Voortgezet Onderwijs
Voor het voortgezet onderwijs in Nederland zijn er ook normen vastgesteld over het aantal lesuren die ook varieert in onder- bovenbouw en examenjaar en in de diverse typen van het voortgezet onderwijs. De school stelt zelf een lesrooster van begin- en eindtijden op inclusief een korte en een lange (eet)pauze. Veel scholen starten rond 08.30 uur en eindigen rond 17.00 uur.